# Eudorylas apicalis
Eudorylas apicalis är en tvåvingeart som först beskrevs av Hardy och Frank Hall Knowlton 1939.  Eudorylas apicalis ingår i släktet Eudorylas och familjen ögonflugor.
Artens utbredningsområde är Utah. Inga underarter finns listade i Catalogue of Life.